# Rubus vagabundus
Rubus vagabundus är en rosväxtart som beskrevs av Gonçalo Antonio da Silva Ferreira Sampaio. Rubus vagabundus ingår i släktet rubusar, och familjen rosväxter. Inga underarter finns listade i Catalogue of Life.